# Butlletí Oficial de les Illes Balears
El Butlletí Oficial de les Illes Balears (BOIB) és el diari oficial de les Illes Balears. És a dir, la publicació oficial del Govern Balear que recull la legislació i normativa de l'administració pública insular, produïda a través de les lleis del Parlament de les Illes Balears, dels decrets del Govern i d'altres disposicions, que hi han de ser publicats perquè entrin en vigència.
El BOIB es va començar a publicar l'any 1983 amb el títol de "Butlletí oficial de la comunitat autònoma de les Illes Balears". La seva periodicitat és de tres dies a la setmana, en edició bilingüe. Des del 1997 també es publica en línia. El primer butlletí oficial d'aquest territori fou el "Boletín de la provincia de Mallorca", que aparegué al juny del 1833.